# Presidente Lucena
Presidente Lucena is een gemeente in de Braziliaanse deelstaat Rio Grande do Sul. De gemeente telt 2.526 inwoners (schatting 2009).